# Brypoctia desdemona
Brypoctia desdemona is een vlinder uit de familie van de Houtboorders (Cossidae). De wetenschappelijke naam van deze soort is voor het eerst voorgesteld als Xyleutes desdemona door Harrison Gray Dyar Jr. en William Schaus in een publicatie uit 1937.
De soort komt voor in Brazilië.